# Фед куп 2008 — Америчка зона
Америчка зона је једна од три зоне регионалног такмичења у Фед купу 2008.

### Прва група
Ова група ће играти од 30. јануара на подлози од шљаке у Медељину у Колумбији.
- Бразил
- Канада
- Колумбија
- Мексико
- Парагвај
- Порторико
- Уругвај

Екипе учеснице су подељене у две групе. Група А има четири екипе, а група Б три. Првопласирани ће играти меч за пласман у доигравање за попуну Светске групе II. 26-27. априла, a последље екипе играју за опстанак у Првој групи Америчке зоне.
|    | Група А         | Бразил | Порторико | Парагвај | Уругвај |
| -- | --------------- | ------ | --------- | -------- | ------- |
| 1. | Бразил (3-0)    | ХХХ    | 2-1       | 3-0      | 2-1     |
| 2. | Порторико (2-1) | 1-2    | ХХХ       | 3-0      | 3-0     |
| 3. | Парагвај (1-2)  | 0-3    | 0-3       | ХХХ      | 3-0     |
| 4. | Уругвај (0-3)   | 1-2    | 0-3       | 0-3      | ХХХ     |

|    | Група Б         | Колумбија | Канада |     |
| -- | --------------- | --------- | ------ | --- |
| 1. | Колумбија (2-1) | ХХХ       | 2-1    | 3-0 |
| 2. | Канада (1-1)    | 1-2       | ХХХ    | 3-0 |
| 3. | Мексико (0-2)   | 0-3       | 0-3    | ХХХ |

| за пласман  | 1. екипа  | Резултат | 2. екипа |
| ----------- | --------- | -------- | -------- |
| за плеј оф  | Колумбија | 3-0      | Бразил   |
| 3./4. место | Порторико | 2-0      | Канада   |
| за опстанак | Парагвај  | 2-0      | Мексико  |

Колумбија је квалификовала за доигрвање за пласман у Светску гупу II 2009.
Уругвај и Мексико испадају у Другу групу Америчке зоне 2009.

### Друга група
Такмичење у овој групи одржано је од 23. до 26. априла у Кочабамби у Боливији. Играло се на теренима Народног клуба Кочабамба са подлогом од шљаке. Репрезентације су биле подељене у 4 група 3 са три екипе, а једна са четири. Прваци група су играли један меч (А са Ц и Б са Д) да би одлучили које ће две екипе 2009. играти у Првој групи.
- Бахаме
- Барбадос
- Бермуди
- Боливија
- Чиле
- Куба
- Доминиканска Република
- Еквадор
- Гватемала
- Хондурас
- Панама
- Тринидад и Тобаго
- Венецуела

Одустали: Јамајка, Перу и Костарика
|    | Група А      | Чиле | Куба | Панама |
| -- | ------------ | ---- | ---- | ------ |
| 1. | Чиле (2-0)   | ХХХ  | 2-1  | 3-0    |
| 2. | Куба (1-1)   | 1-2  | ХХХ  | 3-0    |
| 3. | Панама (0-2) | 0-3  | 0-3  | ХХХ    |

|    | Група Б        | Боливија | Еквадор | Хондурас |
| -- | -------------- | -------- | ------- | -------- |
| 1. | Боливија (2-0) | ХХХ      | 3-0     | 3-0      |
| 2. | Еквадор (1-1)  | 0-3      | ХХХ     | 3-0      |
| 3. | Хондурас (0-2) | 0-3      | 0-3     | ХХХ      |

|    | Група Ц         | Венецуела | Гватемала | Барбадос |
| -- | --------------- | --------- | --------- | -------- |
| 1. | Венецуела (2-0) | ХХХ       | 2-1       | 3-0      |
| 2. | Гватемала (1-1) | 1-2       | ХХХ       | 3-0      |
| 3. | Барбадос (0-2)  | 0-3       | 0-3       | ХХХ      |

|    | Група Д                      | Бахаме |     | Тринидад и Тобаго | Бермуди |
| -- | ---------------------------- | ------ | --- | ----------------- | ------- |
| 1. | Бахаме (3-0)                 | ХХХ    | 3-0 | 2-1               | 3-0     |
| 2. | Доминиканска Република (2-1) | 0-3    | ХХХ | 3-0               | 3-0     |
| 3. | Тринидад и Тобаго (1-2)      | 1-2    | 0-3 | ХХХ               | 0-3     |
| 4. | Бермуди (0-3)                | 0-3    | 0-3 | 0-3               | ХХХ     |

| за пласман    | 1. екипа  | Резултат | 2. екипа               |
| ------------- | --------- | -------- | ---------------------- |
| за Прву групу | Бахаме    | 2-1      | Боливија               |
| за Прву групу | Венецуела | 2-1      | Чиле                   |
| 5-8 место     | Куба      | 2-1      | Гватемала              |
| 5-8 место     | Еквадор   | 3-0      | Доминиканска Република |
| 9-12 место    | Панама    | 2-0      | Барбадос               |
| 9-12 место    | Хондурас  | 2-0      | Тринидад и Тобаго      |

Бахами и Венецуела су се пласирали у Прву групу у сезони 2009.